# Köpfchen in das Wasser, Schwänzchen in die Höh'
Pour plus de détails, voir Fiche technique et Distribution.
Köpfchen in das Wasser, Schwänzchen in die Höh’ (en français; Têtes dans l'eau, queues en l'air) est un film allemand réalisé par Helmut Förnbacher, sorti en 1969.

## Synopsis
M. Berger, un homme nouvellement marié, a un très gros problème : il ne peut tout pas faire face à sa libido excessive. Il a à ses côtés une femme intelligente, jeune et séduisante qui pourrait certainement lui donner un coup de main, mais trop, c'est trop (pour elle aussi). Seul le docteur Ahrens, un « sexologue » expérimenté, peut l'aider.
Sans plus tarder, il prescrit un séjour dans un sanatorium approprié dans les Alpes bavaroises pour les insatiables sexuellement, afin qu'il puisse y être guéri. L'homme pense que c'est là que réside la solution à tous ses problèmes, car il y a une abondance de femmes insatisfaites, voire carrément sexuellement affamées, qui attendent sur place quelqu'un qui soit toujours capable de se mettre à l'œuvre. Berger se voit face à l'attroupement de ces dames comme les canards qui, comme le titre, nagent sur le lac, plongent la tête dans l'eau en levant la queue en l'air.

## Fiche technique
- Titre : Köpfchen in das Wasser, Schwänzchen in die Höh'
- Réalisation : Helmut Förnbacher
- Scénario : Helmut Förnbacher, Martin Roda Becher (de)
- Musique : Charly Niessen
- Photographie : Igor Luther
- Production : Jürgen Dohme (de), Rob Houwer
- Société de production : New Art, Rob Houwer Film & TV
- Société de distribution : Filmzentrum
- Pays d'origine :  Allemagne de l'Ouest
- Langue : allemand
- Format : Couleur - 1,66:1 - Mono - 35 mm
- Genre : Comédie érotique
- Durée : 83 minutes
- Dates de sortie :
  - Allemagne de l'Ouest : 9 septembre 1969.

## Distribution
- Helmut Förnbacher : Berger
- Gila von Weitershausen : Monika
- Konrad Georg : Dr. Ahrens
- Dieter Augustin (de) : Dagobert Hintermoser
- Jane Tilden : Mme Bronner
- Heinz Leo Fischer (de) : M. Bronner
- Martin Lüttge (de) : Un professeur d'éloquence
- Barbara Stanek : Une femme du vestiaire
- Barbara Valentin : Helga, une diva du cinéma
- Hansi Waldherr (de) : Hintermoser
- Rosemarie Heinikel : Rosi

## Source de la traduction
- (de) Cet article est partiellement ou en totalité issu de l’article de Wikipédia en allemand intitulé « Köpfchen in das Wasser, Schwänzchen in die Höh’ » (voir la liste des auteurs).